# شلیاق
شَلیاق نام یکی از صورت‌های فلکی است. معادل فارسی آن دیگ‌پایه یا چنگ رومی و در لاتین Lyra است. ابوریحان بیرونی در کتاب التفهیم برای این صورت فلکی از نام فارسی آن که کَشَف (به معنی لاک‌پشت) بوده استفاده کرده‌است. از این صورت فلکی کوچک در فهرست ۴۸ گانهٔ بطلمیوس ستاره‌شناس و فیلسوف یونانی قرن دوم میلادی و شاید بنیان‌گذار نظریه زمین مرکزی یاد شده‌است. شلیاق همچنین یکی از ۸۸ صورت فلکی به رسمیت شناخته شده از سوی انجمن بین‌المللی اخترشناسی است. یکی از ۳ ستاره‌ای که صورت‌وارهٔ بارز مثلث تابستانی در آسمان را می‌سازند درخشان‌ترین ستارهٔ این صورت فلکی است.
این پیکر آسمانی از گروه ستارگان کوچکی تشکیل شده‌است که به آسانی قابل مشاهده هستند. ستاره کرکس نشسته که در این پیکر قرار دارد پنجمین ستارهٔ درخشان آسمان شب است که ۲۶ سال نوری با ما فاصله دارد.

## افسانه
ایرانیان از قدیم این پیکر آسمانی را دیگ‌پایه، یک‌پایه، کَشَف و عوام سه‌پایه می‌نامیدند. این پیکر آسمانی را همچنین به گونه کرکسی با بال‌های جمع‌شده تصور می‌کرده‌اند.
در افسانه‌های یونانی، از میان گوهرهای درخشان آسمان، چنگ رومی نماینده سازی است که اورفئوس آن را نواخت تا نیروهای هادس را ترغیب نماید تا همسر دوست داشتنی او، ائورودیکه را از دنیای مردگان آزاد نماید. او چنان دلنواز می‌نواخت که نگهبانان خشمگین دنیای مردگان را آرام و شیفته می‌کرد. سرانجام ائورودیکه اجازه یافت به دنیای زندگان برگردد؛ ولی اورفئوس نباید تا رسیدن به دنیای زندگان اوریدیکه را نگاه را می‌کرد و هنگامی که او این کار را کرد، ائورودیکه برای همیشه ناپدید شد.

## ستاره‌ها
ستاره آلفا یا کرکس نشسته. طیفش A0 V با قدر ۰٫۰۳ و فاصله ۲۶ سال نوری است ستاره بتا تا زمین ۳۰۰ سال نوری فاصله دارد و به عنوان ستاره‌ای از آغازین از گروه متغیرهای گرفتی به‌شمار می‌آید. دو ستارهٔ آن از نوع A۸ و B۷ هستند ستارهٔ بتا دارای قدر متغیر ۳٫۳ تا ۴٫۳ در مدت ۱۲٫۹ ستارهٔ اپسیلون با چشم غیر مسلح با قدر ۴ به نظر می‌رسد. اما با دوربین دوچشمی به صورت دو ستاره تفکیک می‌شود تلسکوپ‌های بهتر هرکدام را به صورت یک جفت جدا از هم تفکیک می‌کند.
در فهرست ستاره‌های شلیاق ستارهٔ کرکس نشسته که سومین ستارهٔ پرنور شب با چشم مسلح در سر تا سر آسمان زمین است درخشان‌ترین ستارهٔ صورت فلکی است و ستاره‌های گاما شلیاق، بتا شلیاق، آر شلیاق به ترتیب از درخشنده‌ترین‌ها در آن فهرست هستند.

## اجرام عمق آسمان
- مسیه ۵۷: یک سحابی حلقه‌ای با قدر نهم در میانه راه بتا و گامای شلیاق در فاصله ۲۱۵۰ سال نوری از ماست
- مسیه ۵۶: یک خوشه کروی با قدر ۸ است.